# Ranrícia
Ranrícia (em norueguês: Ranrike) em latim: Ránríki; em latim: Ranrikia ou Ranricia) era o antigo nome para uma parte de Viken, correspondendo ao sudeste da Noruega (área de Fiorde de Oslo) e a metade norte da província sueca moderna de Bohuslän. Por vezes, é dito que seu nome é derivado do nome da deusa do mar, Ran.